# Paulo Madeira
Paulo Sérgio Braga Madeira CvIH (Angola Colonial, Luanda, 6 de Setembro de 1970) é um ex-jogador internacional português de futebol, que jogava como defesa central.

## Carreira
Fez parte da geração que conquistou o primeiro mundial da categoria sub-20 para Portugal em 1989. A 22 de Março de 1989 foi feito Cavaleiro da Ordem do Infante D. Henrique.
Iniciou a sua carreia no Sport Lisboa e Benfica, na temporada 1989–90. Foi, entretanto, emprestado ao Club Sport Marítimo, retornando na temporada seguinte.
Depois de uma óptima passagem pelo C.F. Os Belenenses entre 95 e 97, Madeira retorna ao Benfica, mas não manteve a mesma regularidade de anteriormente. Antes de se retirar envergando a camisola do Estrela da Amadora, teve uma passagem pelo Fluminense Football Club, onde não chegou a jogar, em 2003.
Por Portugal, Madeira esteve no plantel que disputou o UEFA Euro 1996. Participou, no total, em 24 partidas e marcou três golos, entre 1991 e 1999.
É oriundo de São Paio do Mondego, concelho de Penacova.